# Lee Tergesen
Lee Allen Tergesen (ur. 8 lipca 1965 w Ivorytonie) – amerykański aktor filmowy i telewizyjny, znany z ról Eddiego Drake'a w serialu Poszukiwani (2005) oraz Tobiasa Beechera w dramacie telewizyjnym HBO Oz (1997–2003).
Zdobył nagrodę Golde Wave podczas Bordeaux International Festival of Women in Cinema za główną rolę w komedii Kasi Adamik Szczekać na świat (2002).
W Polsce znany najbardziej z roli Petera McMillana w serialu Gotowe na wszystko.